# Trabeops aurantiacus
Genre
Espèce
Synonymes
- Aulonia aurantiaca Emerton, 1885

Trabeops aurantiacus, unique représentant du genre Trabeops, est une espèce d'araignées aranéomorphes de la famille des Lycosidae.

## Distribution
Cette espèce se rencontre aux États-Unis au Maine, au Massachusetts, au Connecticut, dans l'État de New York, au New Jersey, au Maryland, au Delaware, en Virginie, en Caroline du Nord, en Caroline du Sud, en Géorgie, en Floride, au Mississippi, en Arkansas, au Missouri, en Ohio, au Michigan, au Wisconsin et au Nebraska et au Canada en Nouvelle-Écosse,.

## Description

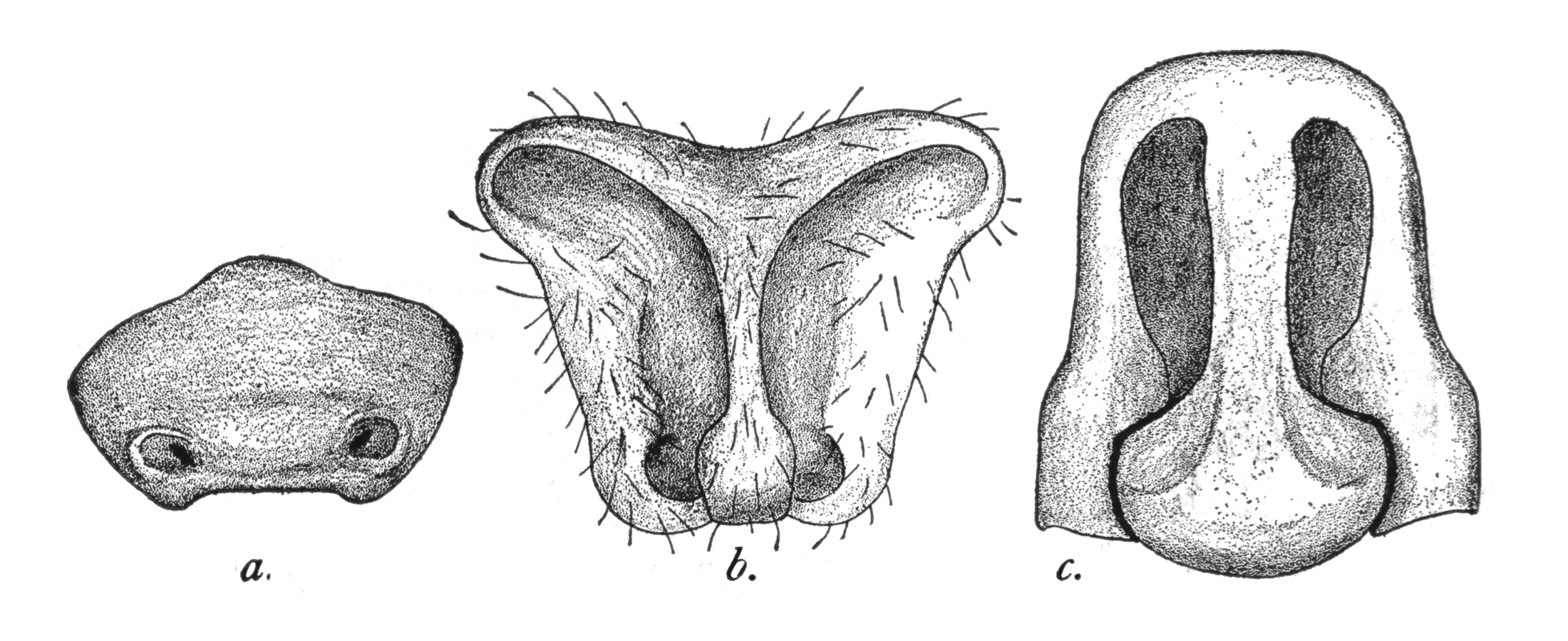
Trois types d'épigynes : (a) Pirata montanus, (b) Trabeops aurantiacus, (c) Geolycosa pikei.

Les mâles mesurent de 2,5 à 3,0 mm et les femelles de 3,0 à 3,5 mm

## Publications originales
- Emerton, 1885 : New England Lycosidae. Transactions of the Connecticut Academy of Arts and Sciences, vol. 6, p. 481-505 (texte intégral).
- Roewer, 1959 : Araneae Lycosaeformia II (Lycosidae). Exploration du Parc National de l'Upemba Mission G.F. de Witte, vol. 55, p. 11-518.